# Ballina (Tipperary)
Ballina (früher: Bellanaha, irisch Béal an Átha, deutsch: die Mündung in der Furt) ist eine Ortschaft im County Tipperary in der Republik Irland. Sie liegt am Fluss Shannon und hat 2959 Einwohner (Stand 2022).

## Lage
Ballina liegt am Westrand des County Tipperary an der Grenze zum County Clare. Nach Osten erstrecken sich die Arra Mountains. Auf der gegenüberliegenden Flussseite liegt der Ort Killaloe. Beide Orte werden über die Killaloe Bridge verbunden, über die die R496 führt. Eine neue Brückenverbindung ist mit der Umgehungsstraße von Killaloe in Bau (Killaloe Bypass Stand: August 2024).

## Geschichte
Während des 18. und 19. Jahrhunderts war Ballina ein wichtiger Haltepunkt für die Lastkähne auf dem Shannon, die Güter nach Dublin transportierten. Mit dem Bau der Bahnlinien verlor die Binnenschifffahrt aber wirtschaftlich an Bedeutung.
Am 17. November 1920 wurden auf der Brücke vier junge Männer, die zuvor in Gewahrsam genommen worden waren, durch Posten der Royal Irish Constabulary Special Reserve erschossen.

## Sehenswürdigkeiten
- Graves of the Leinstermen

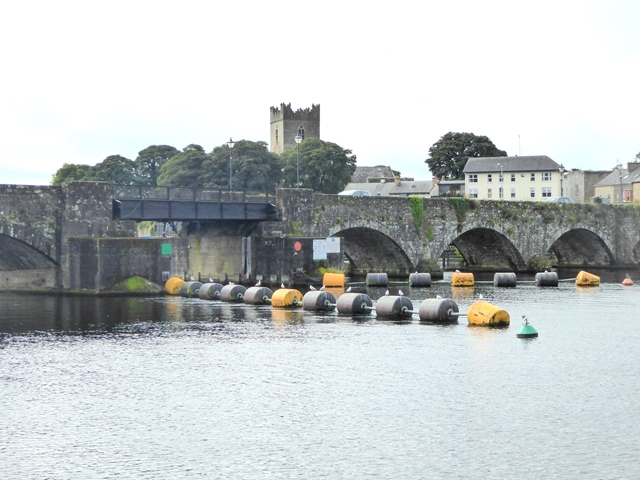
Killaloe Bridge
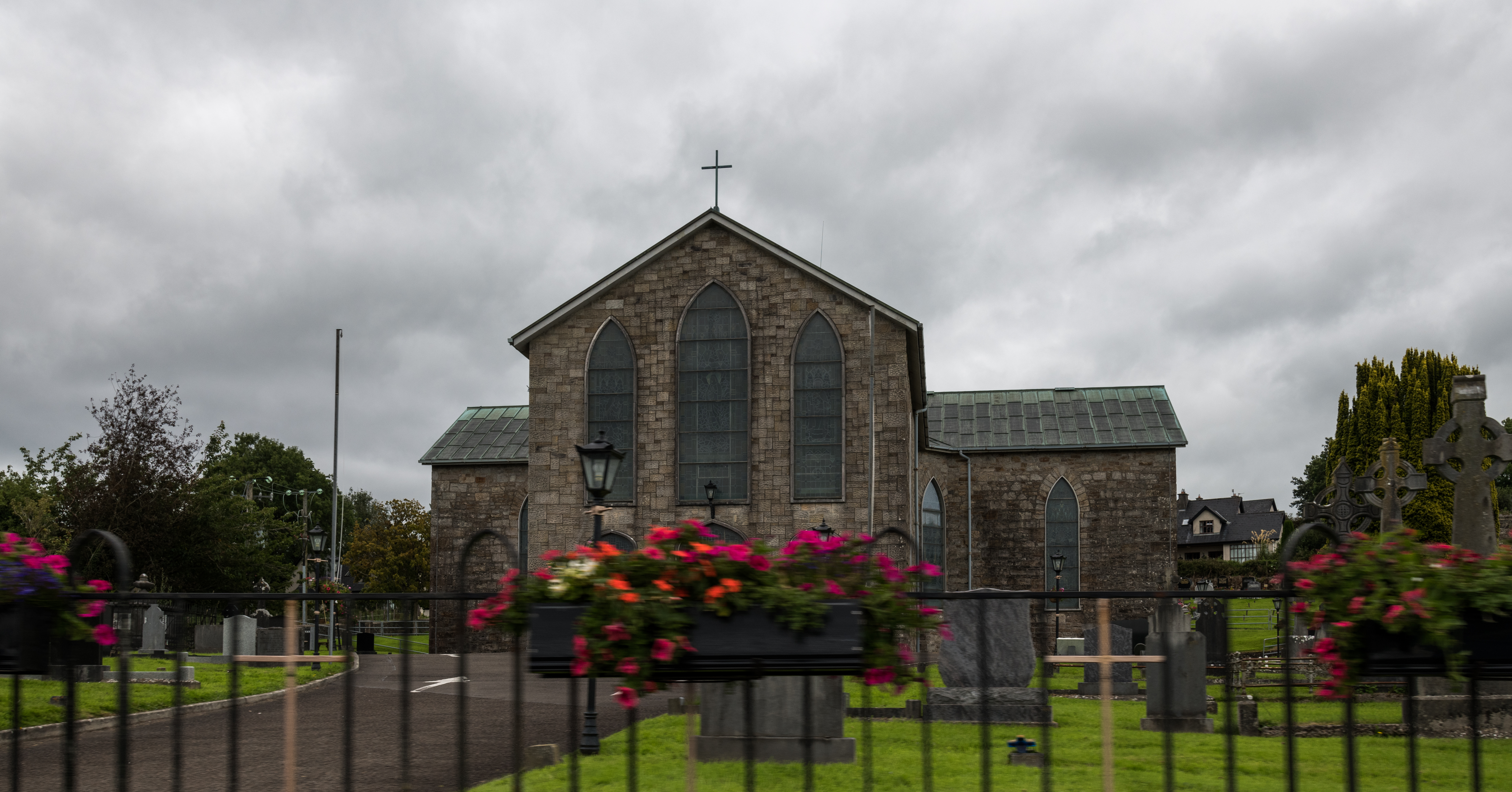
Marienkirche

- Um 1845 errichtete Frauenkirche[2]

- Killaloe Bridge
- Marienkirche

## Persönlichkeiten
- Finn McGeever (* 2000), Schwimmer, Teilnehmer an den Olympischen Sommerspielen 2020 (4 × 200 Meter Freistil-Staffel)

## Trivia
Anfang Juli findet jedes Jahr gemeinsam mit Killaloe das Brian-Boru-Festival zu Ehren des früheren Hochkönigs statt.